# Мориак, Клод
Клод Мориа́к (фр. Claude Mauriac; 25 апреля 1914 — 22 марта 1996) — французский писатель

, сценарист, журналист и литературовед; старший сын Франсуа Мориака.

## Биография
Окончил Сорбонну (где обучался на литературном и юридическом факультете), затем принимал участие в политической деятельности, проработав пять лет личным секретарём генерала Шарля де Голля с 1944 по 1949 год. Одновременно с этим занимался теорией кино и литературной критикой, написав творческие портреты Жана Кокто (1945), Андре Мальро (1946), Андре Бретона (1949), Андре Жида (1951). В качестве сотрудника газеты «Фигаро» выступал с многочисленными статьями на темы кино, литературы, изобразительного искусства.
В 1950-х и 1960-х годах выступил как романист, сочетая в своем творчестве принципы школы «нового романа» с элементами постмодернизма. Таковы его романы: «Каждая женщина роковая» (1957), «Маркиза вышла в пять» (1961), «Увеличение» (1963). После смерти своего отца выпустил десятитомную серию книг «Неподвижное время» (1972—1988), жанр которых объединил хронику его собственной жизни, воспоминания об отце и генерале де Голле, размышления на всевозможные темы, фрагменты дневников и писем.
Клод Мориак — автор исследования, посвящённого биографии и творчеству Марселя Пруста, на внучатой племяннице которого, Мари-Клод Мант-Пруст, он был женат с 1951 года. Первое издание его книги о Прусте вышло в 1953 году.
Автор сценария фильма «Тереза Декейру» (1962) по мотивам романа своего отца. Дружил с Мишелем Фуко и Жилем Делёзом.
Похоронен на кладбище Монпарнас.

## Издания на русском языке
- Мориак К. Пруст / пер. фр. Н. Бунтман, А. Райской. — М.: Издательство Независимая Газета, 1999. — 288 с. — («Литературные биографии»). — ISBN 5-86712-040-6.